# 빌뇌브다스크

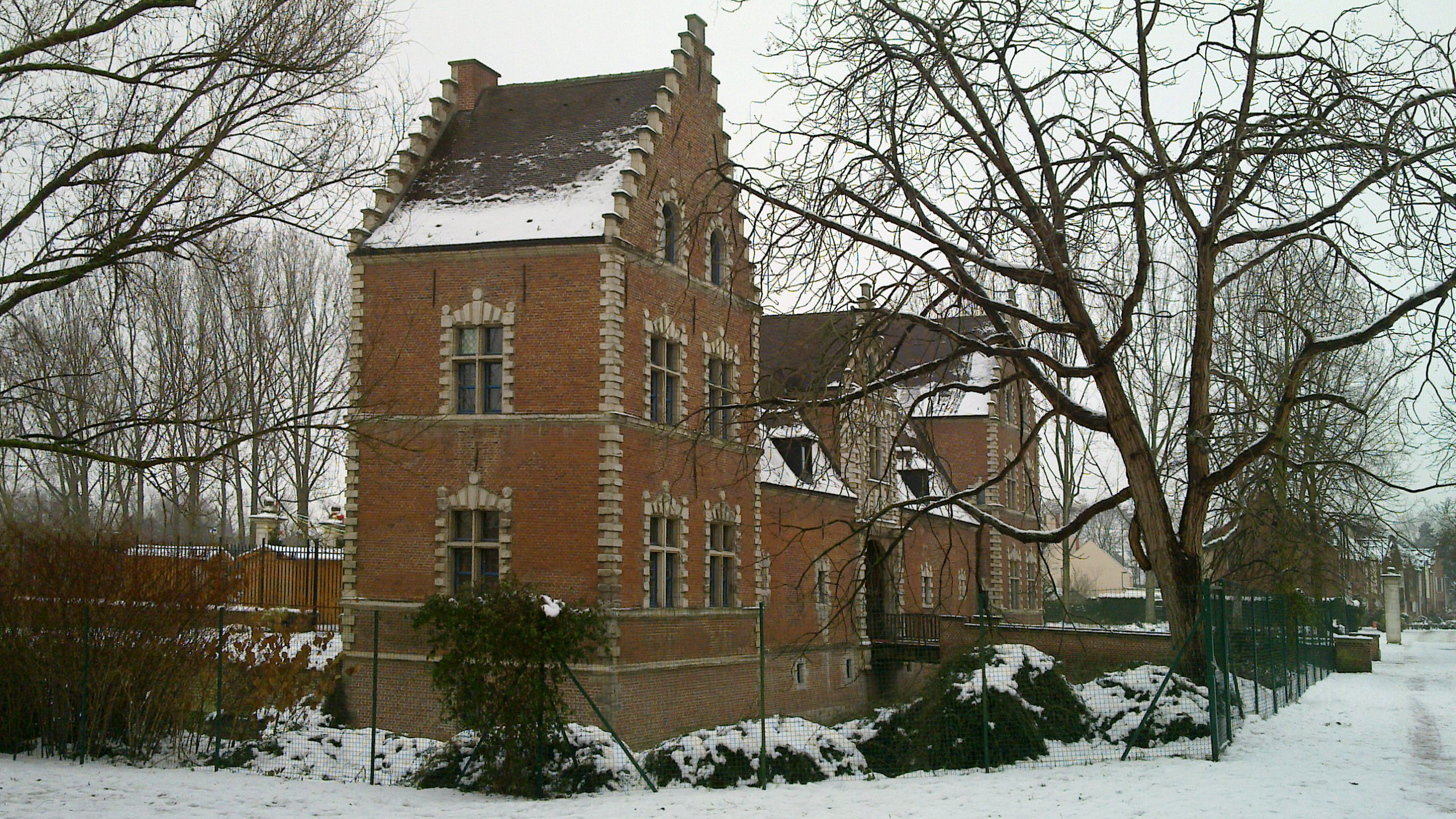
플레르 성

빌뇌브다스크(프랑스어: Villeneuve-d'Ascq)은 프랑스 북부 노르주에 위치한 도시로 면적은 22.66km2, 인구는 62,400명(2004년 기준), 인구 밀도는 2,800명/km2이다. 도시 이름은 프랑스어로 "아스크(Ascq)의 새로운 도시"를 뜻한다.
릴 도시 공동체를 구성하는 도시 가운데 하나이다. 1970년 아스크(Ascq), 아나프(Annapes), 플레르(Flers) 3개 코뮌이 하나로 통합되면서 신설되었다.

시 문장

## 인구
| 연도 | 인구  | ±% p.a. |
| ---- | ----- | ------- |
| 1793 | 1,221 | —       |
| 1800 | 1,161 | −0.72%  |
| 1806 | 1,185 | +0.34%  |
| 1821 | 1,356 | +0.90%  |
| 1831 | 1,650 | +1.98%  |
| 1836 | 1,664 | +0.17%  |
| 1841 | 1,821 | +1.82%  |
| 1846 | 1,943 | +1.31%  |
| 1851 | 1,962 | +0.19%  |
| 1856 | 2,050 | +0.88%  |
| 1861 | 2,118 | +0.65%  |
| 1866 | 2,232 | +1.05%  |
| 1872 | 2,307 | +0.55%  |
| 1876 | 2,357 | +0.54%  |
| 1881 | 2,651 | +2.38%  |
| 1886 | 2,713 | +0.46%  |
| 1891 | 2,858 | +1.05%  |
| 1896 | 2,860 | +0.01%  |

| 연도 | 인구   | ±% p.a. |
| ---- | ------ | ------- |
| 1901 | 3,014  | +1.05%  |
| 1906 | 2,956  | −0.39%  |
| 1911 | 3,026  | +0.47%  |
| 1921 | 3,020  | −0.02%  |
| 1926 | 3,127  | +0.70%  |
| 1931 | 3,221  | +0.59%  |
| 1936 | 3,350  | +0.79%  |
| 1946 | 3,553  | +0.59%  |
| 1954 | 3,751  | +0.68%  |
| 1962 | 5,373  | +4.59%  |
| 1968 | 11,618 | +13.72% |
| 1975 | 36,769 | +17.89% |
| 1982 | 59,527 | +7.12%  |
| 1990 | 65,320 | +1.17%  |
| 1999 | 65,042 | −0.05%  |
| 2007 | 61,630 | −0.67%  |
| 2012 | 62,308 | +0.22%  |
| 2017 | 63,408 | +0.35%  |

|  | 기술적 문제로 인해 그래프를 일시적으로 사용할 수 없습니다. 파브리케이터와 미디어위키 위키에 더 자세한 정보가 있습니다. |

## 자매 도시
- 영국 스털링
- 벨기에 투르네
- 독일 레버쿠젠
- 폴란드 라치부시
- 캐나다 가티노
- 루마니아 이아시

## 같이 보기
- 노르주의 코뮌 목록